# Audax Italiano (femenino)
Audax Italiano femenino es la rama femenina del club de fútbol chileno del mismo nombre, radicado en la ciudad de Santiago, comuna de La Florida. Milita actualmente en la Primera División de fútbol femenino de Chile, en donde participó por primera vez en 2008, obteniendo el décimo lugar.
La rama femenina fue creada en 2008 para la participación como miembro fundador del primer torneo oficial, conocido como Primera División de fútbol femenino de Chile, máxima categoría del fútbol femenino profesional en Chile. Es organizada por la Asociación Nacional de Fútbol Profesional (ANFP), desde aquel torneo ha sido un constante participante.
Es local en el recinto ubicado en su centro de entrenamiento llamado Ciudad de Campeones ubicado en Las Vizcachas, Puente Alto.

## Jugadoras

### Altas 2025
| Jugadora         | Posición      | Procedencia          | Tipo     |
| ---------------- | ------------- | -------------------- | -------- |
| Moira Hernández  | Portera       | Excursionistas       |          |
| Paz Cárdenas     | Portera       | Universidad Católica |          |
| María Salinas    | Defensa       | Santiago Morning     |          |
| Geraldine Leyton | Defensa       | Colo-Colo            |          |
| Fernanda Pereira | Defensa       | Universidad de Chile |          |
| Jessica Galaz    | Mediocampista | Cobresal             |          |
| Geysel Prado     | Mediocampista | Colo-Colo            | Préstamo |
| Fernanda Valdés  | Mediocampista | Colo-Colo            | Préstamo |

### Bajas 2025
| Jugadora          | Posición      | Destino                   | Tipo |
| ----------------- | ------------- | ------------------------- | ---- |
| Jacqueline Montes | Portera       | Bandera de ?              |      |
| Valeria Rojas     | Portera       | Bandera de ?              |      |
| Antonia Vargas    | Defensa       | Cobresal                  |      |
| Yocelyn Cisternas | Defensa       | Santiago Morning          |      |
| Marina Cano       | Defensa       | Universidad de Concepción |      |
| Melissa Espina    | Mediocampista | Deportes Iquique          |      |
| Ayleen Sepúlveda  | Mediocampista | Bandera de ?              |      |
| Rania Sansur      | Mediocampista | Palestino                 |      |
| Yazmín Torrealba  | Delantera     | Deportes Recoleta         |      |